# Helgoland
Helgoland (Helgolandsfrisiska: Deät Lun "Landet") är en ö i Tyska bukten i sydöstra Nordsjön, cirka 70 kilometer utanför den tyska kusten. Strax öster om Helgoland finns den mindre, låglänta ön Düne som den en gång varit förbunden med. Helgoland markerar nordvästlig gräns för Helgolandsbukten, den innersta delen av Tyska bukten. Helgoland är den enda tyska ön som befinner sig på öppet hav.
Öarna tillhör sedan 1890 Tyskland och är en kommun med namnet Helgoland i Kreis Pinneberg i det tyska förbundslandet Schleswig-Holstein men är inte en del av EU:s tullområde. Helgoland har cirka 
1 300 invånare.

## Geografi
Helgoland består av en ö på 2,1 km². Fram till 1720 var Helgoland och Düne sammanbundna, men den naturliga förbindelsen förstördes i en stormflod. Helgoland (huvudön) består geologiskt av en sandstensplatå, huvudsakligen röd sandsten.
Helgoland är uppdelad i två geografiskt distinkta områden: Oberland ('det övre landet') och Unterland ('det undre landet'). Oberland är belägen cirka 58 meter över havet och Unterland ligger i öster och består av ett  lågt kustområde. Helgoland-Dünes flygplats ligger på Düne.

### Djur- och växtliv

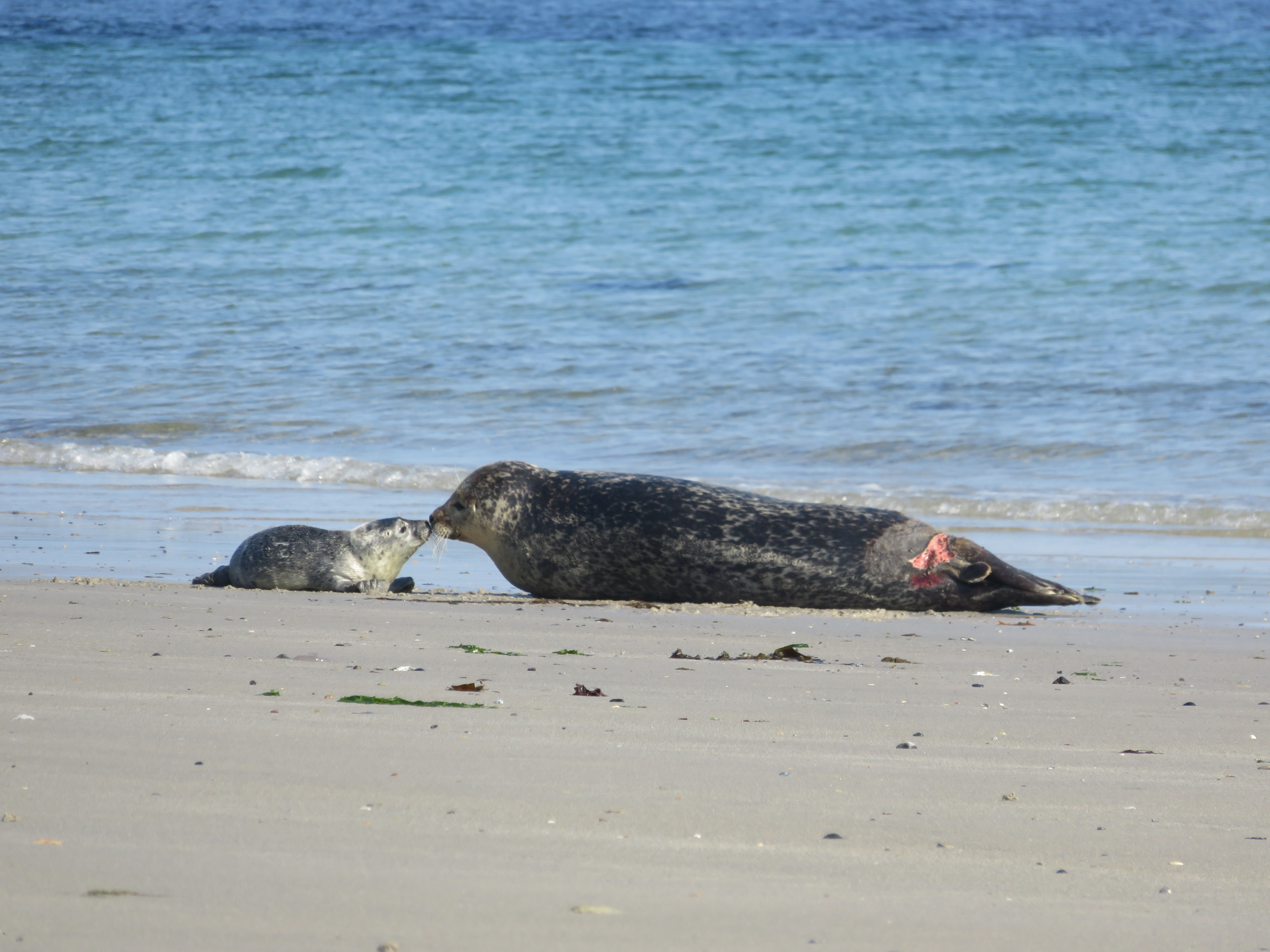
En knubbsäl med sin kut på Düne, Helgoland

Ön är rik på fågelarter och innehåller Tysklands enda fågelklippa, där det bor rikligt med sillgrisslor. Andra fåglar som är vanliga på Helgoland är havssula, tretåig mås, tordmule och stormfågel. Åtminstone 430 fågelarter har återfunnits på ön, varför den är populär bland fågelskådare och det även bedrivs omfattande fågelforskning från Helgoland.
På stränderna på huvudön Helgoland - och inte minst på Düne - finns gråsäl och knubbsäl. Sälarna dyker upp på stränderna i större mängder under vintersäsongen. Under 2010- och 20-talet ökade antalet sälar som fötts på öarna stadigt.

## Historik

### Tidig historia

Hegoland 1651.

På 1000-talet grundades ett kloster på Helgoland, och från 1200-talet kom ön att räknas till Danmark. Från 1402 tillhörde ön hertigarna av Slesvig-Holsten. 1714 kom Helgoland under den danske kungen. Öns ursprungliga befolkning räknades dock till folkgruppen nordfriser.

### Helgoland brittiskt 1814
1807, under kontinentalblockaden, ockuperade brittiska trupper ön och gjorde den till brittisk koloni. Vid freden i Kiel 1814 stannade Helgoland kvar i brittisk ägo. Helgolands havsbad grundades 1826 av J. A. Siemens. Det kom många författare och intellektuella till ön. Diktaren August Heinrich Hoffmann von Fallersleben var på semester på Helgoland när han skrev Deutschlandlied, Tysklands nationalsång. En tidig höjdpunkt för Helgoland som turistmål var på 1850-talet. 4 juni 1849 ägde en sjöstrid mellan danskar och tyskar rum utanför Helgoland (se Slaget vid Helgoland (1849)) och 1864 ägde ännu ett sjöslag mellan Österrike och Danmark rum utanför Helgoland (se slaget vid Helgoland 1864).

### Helgoland blir tyskt 1890
Genom Helgoland-Zanzibar-fördraget 1890 skedde ett byte mellan Storbritannien och Tyskland, där Tyskland fick Helgoland i utbyte mot områden i Afrika (bland annat Zanzibar). Helgoland kom nu att förändras då ön byggdes ut till en kustfästning och marin stödpunkt, bland annat för skyddet av Kielkanalen. Under första världskriget skedde första slaget vid Helgolandsbukten 1914 och andra slaget vid Helgolandsbukten 1917. Strax före krigsutbrottet evakuerades befolkningen, och helgoländarna kunde återvända först 1918.
Under andra världskriget användes Helgoland som tysk ubåtsbas. Helgoland var obeboeligt efter ett omfattande brittiskt bombardemang 18 april 1945. En lokal grupp hade försökt få kontakt med britterna innan anfallet för att hindra förstörelsen av hembygden kort innan krigsslutet. De sex männen blev förrådda och sköts några dagar senare i Cuxhaven. Efter krigsslutet 1945 använde britterna Helgoland för militära ändamål och ön blev övningsplats och militärt spärrområde. 1947 försökte britterna spränga hela ön men försöket misslyckades. De evakuerade helgoländarna tog flera politiska initiativ för att rädda och komma tillbaka till hemön. 1948 bad man Förenta nationerna om hjälp och 1950 hissade två studenter den tyska och europarörelsens flagga på ön, vilket skapade en bred rörelse för att rädda Helgoland. Under tiden fortsatte britterna att använda ön som övningsområde. Britterna gav tillbaka Helgoland 1 mars 1952 till Västtyskland och befolkningen tilläts att flytta tillbaka.

## Ekonomi
De huvudsakliga näringarna på ön är fiske och turism.

### Tullregler
Helgoland är en del av Tyskland, men trots det inte en del av EU:s tullområde. Detta innebär att man måste betala både tull och moms för varor som importeras från Helgoland till EU, förutom små mängder för privat bruk som i gengäld kan köpas taxfree.

### Turism

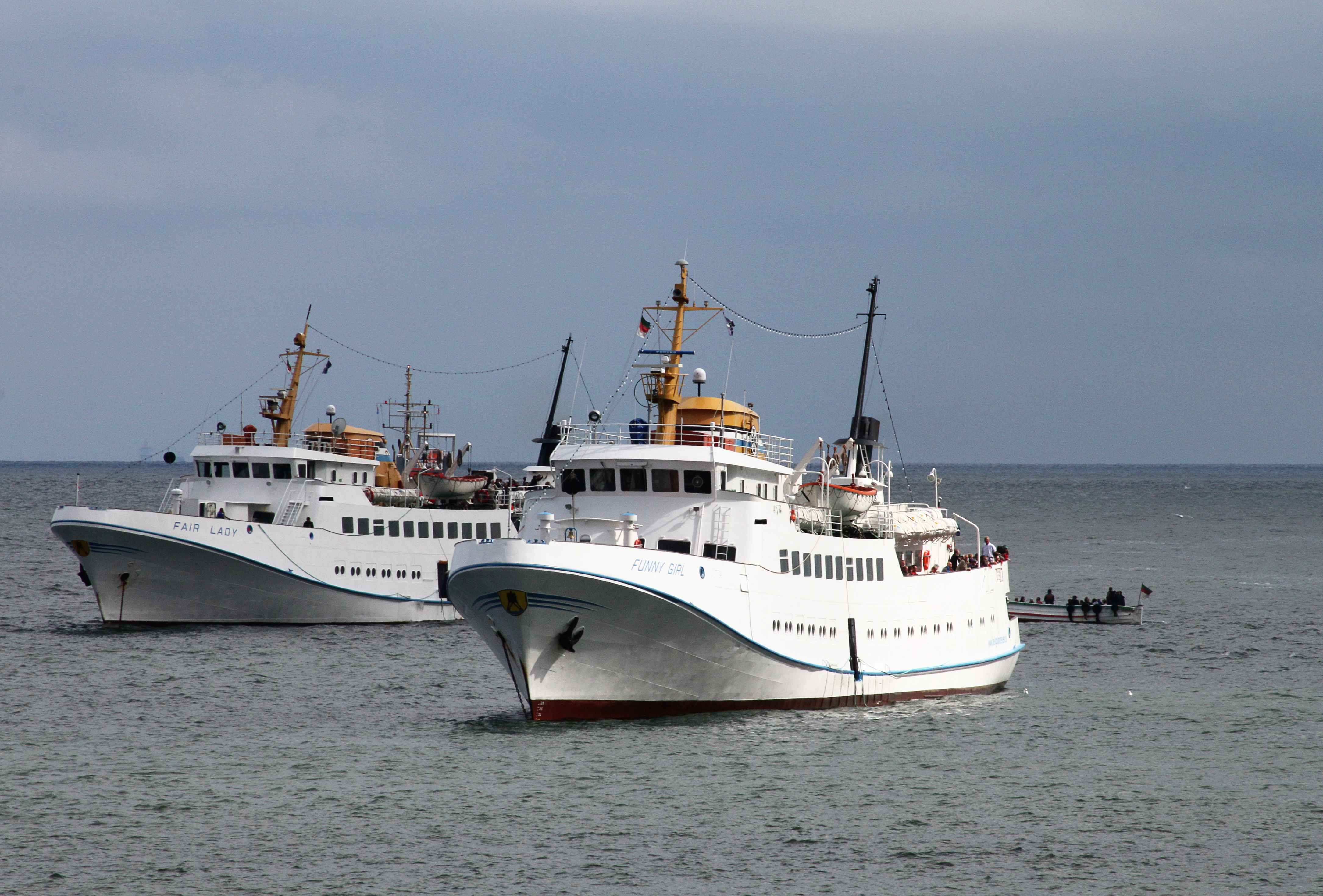
Två Seebäderschiffe på redden vid Helgolands hamn.

Helgoland är ett populärt tyskt turistmål och en tillflyktshamn för många Nordsjöseglare. Utöver turism och kurortsverksamhet finns på ön en bas för sjöräddning och ett marinbiologiskt centrum.
Man kan åka till Helgoland med snabbgående katamaran eller med mer traditionella fartyg. Vissa kryssningsfartyg stannar även till på ön. Man kan även nå Helgoland med flygplan.
Varje år arrangeras Helgoland Marathon där löparna springer flera varv runt ön.
Ön är också säte för Helgolands Fågelstation som etablerades där 1910 av Hugo Weigold.

## Bilder
|              |
| Hummerbodar. |

|             |
| Lange Anna. |

## Källhänvisningar
1. ↑  Alle politisch selbständigen Gemeinden mit ausgewählten Merkmalen am 31.12.2018 (4. Quartal) (på tyska), Statistisches Bundesamt, läs online, läst: 10 mars 2019.[källa från Wikidata]
2. ↑  Alle politisch selbständigen Gemeinden mit ausgewählten Merkmalen am 31.12.2023, Statistisches Bundesamt, 28 oktober 2024, läs online, läst: 16 november 2024.[källa från Wikidata]
3. ↑  ”Helgoland - AWI”. www.awi.de. https://www.awi.de/en/about-us/sites/helgoland/. Läst 8 februari 2025.
4. 1 2 3 4 5 6 7  ”Helgoland - NE.se”. www.ne.se. https://www.ne.se/uppslagsverk/encyklopedi/lÃ¥ng/helgoland. Läst 8 februari 2025.
5. ↑  WDR (16 mars 2021). ”Die Geschichte Helgolands” (på tyska). www.planet-wissen.de. https://www.planet-wissen.de/kultur/nordsee/helgoland/geschichte-helgolands-100.html. Läst 8 februari 2025.
6. 1 2  ”Helgoland” (på engelska). www.britannica.com. 24 januari 2025. https://www.britannica.com/place/Helgoland. Läst 8 februari 2025.
7. ↑  ”Nature” (på brittisk engelska). EN. https://www.helgoland.de/en/thats-helgoland/nature/. Läst 8 februari 2025.
8. 1 2  ”News from the dune” (på brittisk engelska). EN. https://www.helgoland.de/en/free-time/nature-experiences/grey-seals-and-harbor-seals/winter/. Läst 11 februari 2025.
9. ↑  ”Grey seals and harbor seals on Helgoland” (på brittisk engelska). EN. https://www.helgoland.de/en/free-time/nature-experiences/grey-seals-and-harbor-seals/. Läst 11 februari 2025.
10. 1 2  Carlquist, Gunnar (red.) (1932). Svensk uppslagsbok. Malmö: Svensk Uppslagsbok AB:s förlag, band 12 s. 958.
11. ↑  ”Big Bang” (på tyska). Gesellschaft für Schleswig-Holsteinische Geschichte. http://www.geschichte-s-h.de/big-bang/. Läst 3 februari 2018.
12. ↑  Helgoland - Facts about the island
13. ↑  ”How to get to us” (på brittisk engelska). EN. https://www.helgoland.de/en/how-to-get-to-us/. Läst 12 februari 2025.
14. ↑  ”Ausschreibung” (på tyska). Helgoland-Marathon. https://www.helgoland-marathon.com/ausschreibung/. Läst 12 februari 2025.